# امپراتریس چین
امپراتریس چین (انگلیسی: The Empress of China؛‏ چینی ساده: 武媚娘传奇; چینی سنتی: 武媚娘傳奇; پین‌یین: Wǔ Mèiniáng chuánqí) مجموعه تلویزیونی چینی سال ۲۰۱۴ است که بر اساس وقایع دودمان تانگ در سده‌های هفتم و هشتم میلادی ساخته شده است. فن بینگ‌بینگ، بازیگر و تهیه‌کنندهٔ چینی، در نقش اصلی این مجموعه ظاهر شده و نقش وو زتیان، تنها امپراتریس زن در تاریخ چین که سلطنت کرده است را ایفا می‌کند.
این مجموعه سومین تولید تلویزیونی از استودیوی شخصی فن بینگ‌بینگ محسوب می‌شود و با بودجه‌ای بیش از ۳۰۰ میلیون یوان (تقریباً ۴۹٫۵۳ میلیون دلار آمریکا) ساخته شده است؛ به همین دلیل، امپراتریس چین یکی از پرهزینه‌ترین مجموعه‌های تلویزیونی تاریخ تلویزیون چین به‌شمار می‌رود. این مجموعه از ۳۱ دسامبر ۲۰۱۴ از شبکهٔ هونان تی‌وی در سرزمین اصلی چین پخش شد.